# SHONAN by the Sea
SHONAN by the Sea（ショウナン・バイ・ザ・シー）は、毎週日曜日の6:00 - 9:13(JST)にFMヨコハマが生放送しているラジオ番組。

## 概要
『GIFT from the Earth』（DJ:高樹千佳子）の後番組として、2015年4月から放送開始。番組カラーとしては日曜午後帯に放送された『WE LOVE SHONAN 〜our native shore〜』（DJ:齊藤美絵）と同じく湘南エリアのカルチャー・イベント・ライフスタイルに特化して放送する。ただ『WE LOVE SHONAN』とは異なり、当番組のDJは今井の急逝を受けて代演を務めた井手を除いて湘南エリア出身者、ないしは湘南エリア育ちの者に限っている（後述）。

## 放送時間
- 2015年4月 - 2017年3月
  - PART1 06:00 - 07:43
  - PART2 08:00 - 08:30
  - PART3 09:00 - 10:00
- 2017年4月 - 2024年3月

朝番組の整理が行われ2部制に移行
- PART1 06:00 - 07:43
- PART2 08:00 - 09:13

- 2024年4月 - 2024年5月

当番組終了後に放送されていた『Change Your Life』終了に伴い終了時間を変更
- PART1 06:00 - 07:43
- PART2 08:00 - 09:30

- 2024年6月 -

中断時間に放送されていた『SEASIDE CLASSIC』を当番組終了後の9:13 - 9:30に放送枠を移動させ、中断時間を撤廃。
- 06:00 - 09:13

2017年3月までの8:30 - 9:00は『YOKOHAMA My Choice!』のため中断。2024年5月までの7:43 - 8:00は『SEASIDE CLASSIC』のため中断。

## DJ
- 初代：今井洋介（鎌倉市出身　2015年4月 - 2015年11月22日）
  - 暫定期間：井手大介（2015年11月29日 - 2015年12月20日） - 今井の急逝に伴い、『The Burn』担当の井手が代役を務めた[1][2]
- 2代目：末吉里花（ニューヨーク市生まれ、鎌倉市育ち　2015年12月27日[3] - 2017年3月26日[4]）[5]
- 3代目：秀島史香（茅ヶ崎市出身　2017年4月2日 - [6]）

## タイムテーブル
- 6:30　by the Sea, MORNING ESSAY
- 6:43　SHONAN WAVE INFORMATION
- 6:48　IT’S　SHONAN STYLE! （出演：富山英輔） - 今井時代は9:08頃、末吉時代は8:07頃
- 7:07　SMART BEACH PROJECT（出演：逗子三兄弟）
- 7:25　by the Sea COFFEE & MUSIC（出演：堀内隆志）
- 8:18　B3PO（ビー散歩）（出演：小川コータ＆とまそん）
- 8:36　BAREFOOT LOUNGE

FM YOKOHAMA NEWS
- 8:53（WEATHER INFORMATIONとセット）

FM YOKOHAMA WEATHER INFORMATION
- 6:17、7:18、8:53

FM YOKOHAMA TRAFFIC REPORT
- 6:15、7:16、7:57、8:27、8:56

### 過去のコーナー
- YO! SAMPO
- SHONAN, BREAKFAST CLUB